# بيترو بيليري
بيترو بيليري (بالإيطالية: Pietro Pellegri) (17 مارس 2001 بجنوة في إيطاليا - ) هو لاعب كرة قدم إيطالي في مركز مهاجم ‏. لعب مع نادي جنوى.

## وصلات خارجية
- بيترو بيليري على موقع الاتحاد الأوربي (الإنجليزية)
- بيترو بيليري على موقع إي إس بي إن إف سي (الإنجليزية)
- بيترو بيليري على موقع قاعدة بيانات كرة القدم.إي يو (الإنجليزية)
- بيترو بيليري على موقع ليكيب (الفرنسية)
- بيترو بيليري على موقع ناشيونال فوتبول تيمز (الإنجليزية)
- بيترو بيليري على موقع Soccerbase.com (لاعب) (الإنجليزية)
- بيترو بيليري على موقع Soccerway.com (الإنجليزية)
- بيترو بيليري على موقع عالم كرة القدم.نت (الإنجليزية)
- بيترو بيليري على موقع AS.com (الإسبانية)